# Aïn Draham
Aïn Draham (arabisch عين دراهم, DMG ʿAin Darāhim) ist eine tunesische Stadt im Gouvernement Jendouba mit 8888 Einwohnern (Stand: 2004).

## Geographie
25 Kilometer südlich von Aïn Draham befindet sich die Stadt Jendouba. Östlich der Stadt, nahe Beni M’Tir, befindet sich eine Staustufe. Umgeben wird Aïn Draham von Babouch im Norden, von Beni M’Tir und Tbainia im Osten und von Fernana im Süden.